# Neuhollandkrähe
Die Neuhollandkrähe (Corvus coronoides) ist ein Vogel aus der Gattung der Raben und Krähen (Corvus). Sie kommt ausschließlich in Australien und einigen der Küste vorgelagerten Inseln vor. Sie ist die in Australien am weitesten verbreitete und bekannteste Art der Rabenvögel. Neuhollandkrähen verwerten eine große Bandbreite Nahrungsquellen und sind sehr anpassungsfähig.
Die Bestandssituation der Neuhollandkrähe wurde 2016 in der Roten Liste gefährdeter Arten der IUCN als „Least Concern (LC)“ = „nicht gefährdet“ eingestuft.

## Merkmale

### Körperbau und Farbgebung

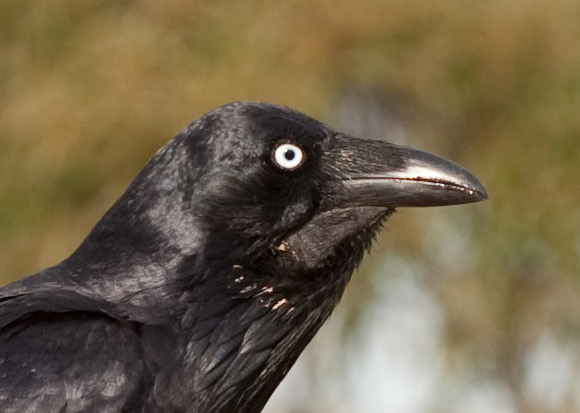
Kopf einer Neuhollandkrähe

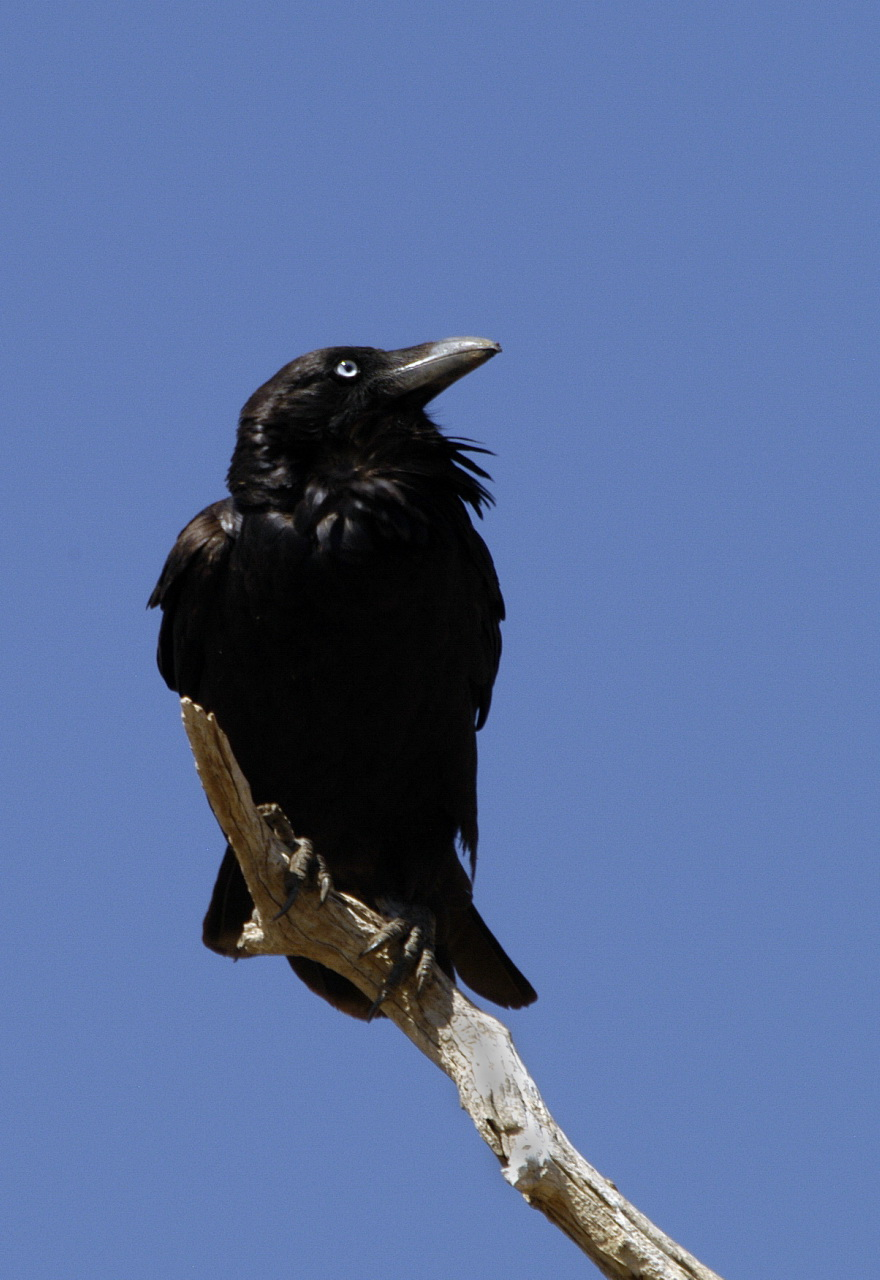
Neuhollandkrähe, Lake Eyre

Zwischen den Geschlechtern der Neuhollandkrähe besteht weder in der Gefiederfärbung noch im Körperbau ein Dimorphismus, gleiches gilt für Jung- und Altvögel. Sie erreicht eine Körperlänge von rund 50 cm. Der Schnabel ist 59,2–63,8 mm lang. Die Neuhollandkrähe hat eine Flügellänge von 336–373 mm, ihr Schwanz misst 200–229 mm. Das Gewicht liegt zwischen 506 und 670 g. Das vordere Halsgefieder ist bei ihnen leicht verlängert.
Das Gefieder der Neuhollandkrähe ist einheitlich schwarz. Das Gefieder an Kopf, Hals, Körperoberseite, Brust, Flanken sowie das Gefieder der Oberschwanzdecken glänzt schwarz. Der Schimmer reicht von einem metallischen Grün auf den Ohrendecken bis zu einem blauvioletten Schimmer auf den übrigen Körperteilen. Die Intensität des Schimmers hängt dabei stark vom Lichteinfall ab. Die Körperunterseite inklusive der Unterschwanzdecken ist mattschwarz.
Die Federn haben eine blassgraue bis mittelgraue Federbasis, schwarz sind die Federn lediglich ab der Mitte. Bei lebenden Vögeln ist die hellere Federbasis jedoch auch bei Starkwind nicht sichtbar.
Der Schnabel schwarz, beim Oberschnabel ist das hintere Drittel inklusive der Nasenlöcher von langen Borstenfedern bedeckt. Unterhalb des Schnabels befindet sich ein nackter, unbefiederter Fleck, der V-förmig zum Kinn und an den Halsseiten verläuft. Bei adulten Vögeln ist die Iris weißlich mit einem hellblauen inneren Ring. Die Beine und die Füße sind schwarz.

### Jungvögel
Jungvögel sind geringfügig kleiner als die adulten Vögel. Der Schnabel ist bei ihnen noch kürzer. Das Gefieder glänzt noch nicht so stark wie bei den adulten. Der Schnabel ist bei ihnen noch dunkelgrau.

### Stimme
Der Ruf der Neuhollandkrähe besteht aus einem langgezogenen hohen, auf den Menschen klagend wirkenden Laut. Rufende Vögel sitzen gewöhnlich auf einem hohen Baum oder einem Strommasten.

## Verwechslungsmöglichkeiten
In Australien kommen die Corvus-Arten Gesellschaftskrähe, Tasmankrähe, Torreskrähe und die Bennettkrähe vor, die bei Feldbeobachtungen schwierig voneinander zu unterscheiden sind. Verlängerte Halsfedern, wie sie für die Neuhollandkrähe typisch sind, kommen allerdings nur noch bei der Gesellschaftskrähe und der Tasmankrähe vor. Als sicherstes Unterscheidungsmerkmal gilt der Ruf.

## Verbreitungsgebiet und Lebensraum

### Verbreitungsgebiet

Verbreitungskarte der Neuhollandkrähe

Die Neuhollandkrähe kommt in der östlichen Hälfte des australischen Kontinents sowie im Südwesten Australiens vor. Sie ist auf der Kap-York-Halbinsel sehr selten, nördlich des 16° südlicher Breite wurde sie bislang nur sehr selten beobachtet. In den Atherton Tablelands, die noch zu den Tropen zählen, ist sie nur in Küstennähe zu sehen. In den weiter nördlich liegenden australischen Bundesstaaten New South Wales und Victoria ist sie dagegen ein häufiger und weit verbreiteter Brutvogel. In South Australia fehlt sie im Westen und Nordwesten, besiedelt aber die Känguru-Insel, die nach Tasmanien und der Melville-Insel drittgrößte Insel Australiens, die 112 Kilometer südwestlich von Adelaide im Gulf Saint Vincent liegt. In West Australia kommt sie südlich der Nullarbor Plain vor und besiedelt vor allem den Süden und den Südwesten dieses Bundesstaates. Im Northern Territory wird sie dagegen nur sehr selten beobachtet. Die meisten Beobachtungen stammen aus dem Osten und dem Süden dieses Bundesstaates. Auf Tasmanien dagegen fehlt die Neuhollandkrähe.

### Irrgast
Als Irrgast ist die Neuhollandkrähe gelegentlich auf Lord Howe Island zu beobachten. Beobachtungen von einem einzelnen Vogel dieser Art in Neuseeland gelten als zweifelhaft.

### Dispersion der Jungvögel

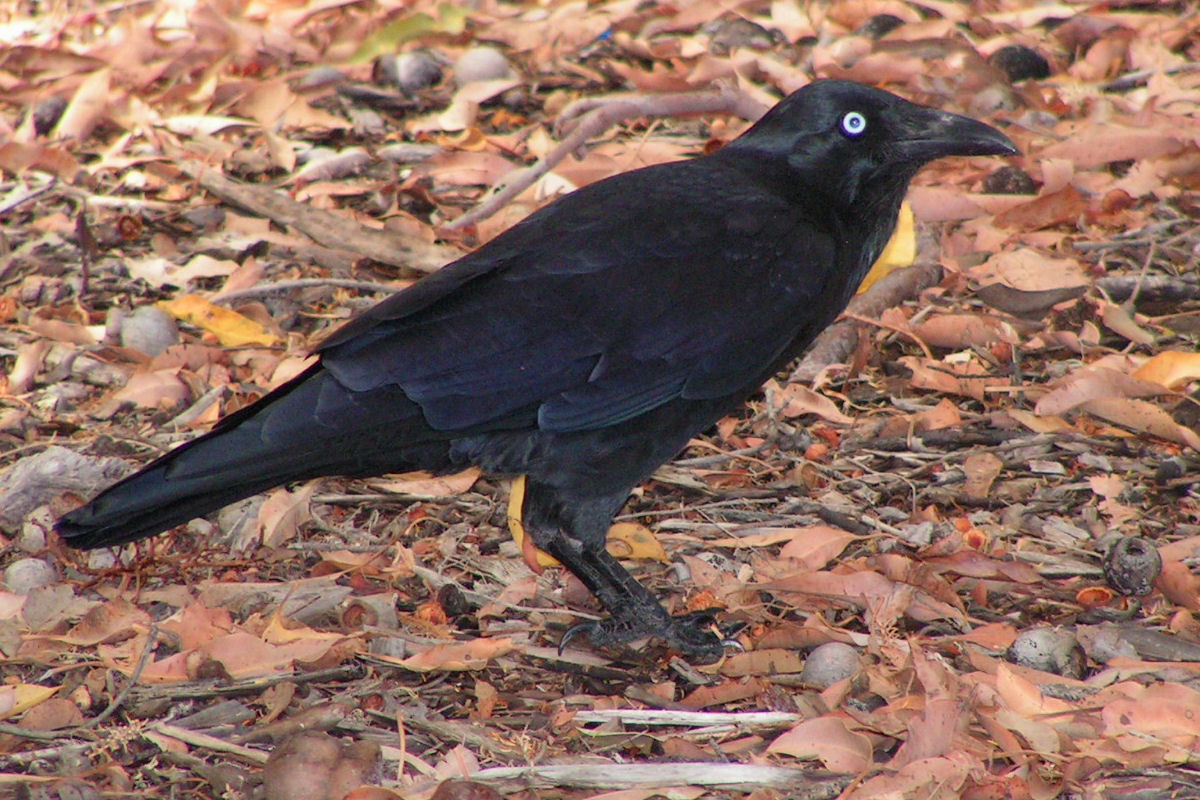
Neuhollandkrähe, New South Wales

Grundsätzlich gelten Neuhollandkrähen als sehr standorttreu. Ausgewachsene Brutpaare besetzen ganzjährig ein Revier, das etwa eine Größe von 120 Hektar hat. Außerhalb dieses Reviers sind sie nur sehr selten zu beobachten. Jungvögel bleiben im Revier der Elternvögel bis etwa zu einem Lebensalter von mindestens vier Monaten, typischerweise jedoch von fünf Monaten. Es wurde bislang nicht beobachtet, dass Jungvögel von den Elternvögel aus dem Revier vertrieben wurden. Es scheint dagegen eine starke Neigung von Jungvögeln zu geben, sich Trupps von Artgenossen anzuschließen. Verlassen sie das Revier ihrer Elternvögel sind sie zunächst vor allem der Aggression von benachbarten Revierbesitzer ausgesetzt.
Die Trupps der Jungvögel, die bis zu 300 Vögel umfassen können. Diese durchstreifen sehr große Gebiete, die sie auf der Suche nach Nahrung über hunderte von Kilometer führen kann. Die Wanderbewegungen der Trupps sind vor allem vom Nahrungsangebot bestimmt. Sie können sich daher auch in einzelnen Regionen längere Zeit aufhalten. Dies kommt vor allem im australischen Herbst und Winter häufiger vor. Kleinere Trupps tendieren dagegen dazu, in einem Gebiet von circa 260 Quadratkilometer zu verbleiben.

### Lebensraum
Neuhollandkrähen sind sehr anpassungsfähig und können eine große Bandbreite unterschiedlicher offener Lebensräume besetzen. In dichten Wäldern sind sie gewöhnlich nicht anzutreffen. Geeignete Lebensräume bieten ihnen ausreichend Wasser sowie entweder Bäume oder künstliche, menschengemachte Strukturen, die sie als Nist- und Ruheplatz nutzen können. Auf Grund dieser vergleichsweise geringen Anforderungen sind sie auch in Stadtgebieten häufiger zu beobachten.
Zu den typischen natürlichen Lebensräumen gehören vor allem Waldränder, Heiden, Buschland und Mangroven sowie Küstendünen.

## Allgemeine Lebensweise

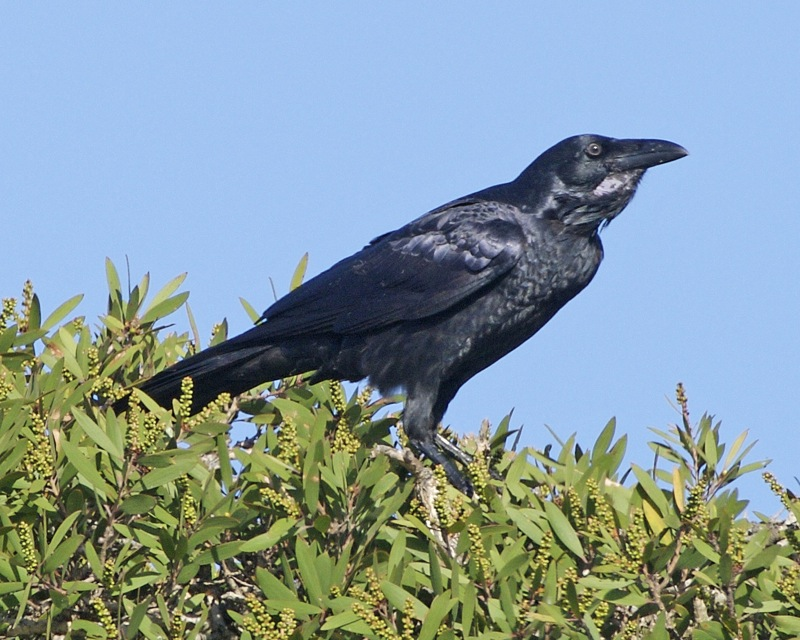
Neuhollandkrähe

Adulte Neuhollandkrähen sind überwiegend paarweise zu beobachten, gelegentlich auch in kleinen Familiengruppen, wenn die Jungvögel noch nicht das elterliche Revier verlassen haben. Sie sind vor allem an Aas gelegentlich auch in der Nähe von anderen Greifvogelarten wie Schwarzmilane, Keilschwanzadlern und Habichtfalken zu sehen. Der Flug kräftig und gradlinig, der Flügelschlag variiert jedoch abhängig von der vorherrschenden Windstärke. Auf dem Boden laufen sie leicht schwankend, der Körper schwingt mit jedem Schritt etwas zur Seite. Neuhollandkrähen, die sich auf dem Boden schneller fortbewegen, hüpfen sie auch.
Kleine Gruppen von Neuhollandkrähen hassen auf mittelgroße bis große Greifvogelarten wie beispielsweise den Keilschwanzadler, größere Milane oder Weihen, aber auch auf Reiher und Brillenpelikane. Sie fallen durch ihre Rufe und ihr auffälliges Verhalten schnell auf und sind vor allem in Agrarland gegenüber Menschen scheu. Im urbanen Lebensraum dagegen können sie sehr zutraulich werden.

## Nahrung
Neuhollandkrähen sind Allesfresser. Sie fressen überwiegend Insekten und andere Wirbellose. Sie decken ihren Nahrungsbedarf aber auch mit kleinen Wirbeltieren, dazu gehören kleine Singvögel, deren Eier und Nestlinge sowie Reptilien. Sie fressen regelmäßig Aas und sind deswegen häufig entlang von Straßenrändern zu beobachten, wo sie Tiere fressen, die im Straßenverkehr getötet wurden. Sie sind außerdem häufiger auf Müllhalden anzutreffen. Ihre Nahrung finden sie überwiegend auf dem Boden.
Neuhollandkrähen horten gelegentlich Nahrung. Eine typische Situation, in der dieses vorkommt, ist beispielsweise an Aas, wenn das Tier größer ist als Neuhollandkrähen auf einmal fressen. Sie tragen dazu Teile etwa 100 Meter von dem Fundort weg und vergraben diese in der Erde. Bei einer beobachteten Neuhollandkrähe, die in einer Picknickzone mehr Futter fand, als sie auf einmal fressen konnte, wurde die Nahrungsbestandteile an verschiedenen Stellen vergraben und jede Stelle zunächst mit Erde, und dann mit Steinchen und Ästchen bedeckt.

## Fortpflanzung

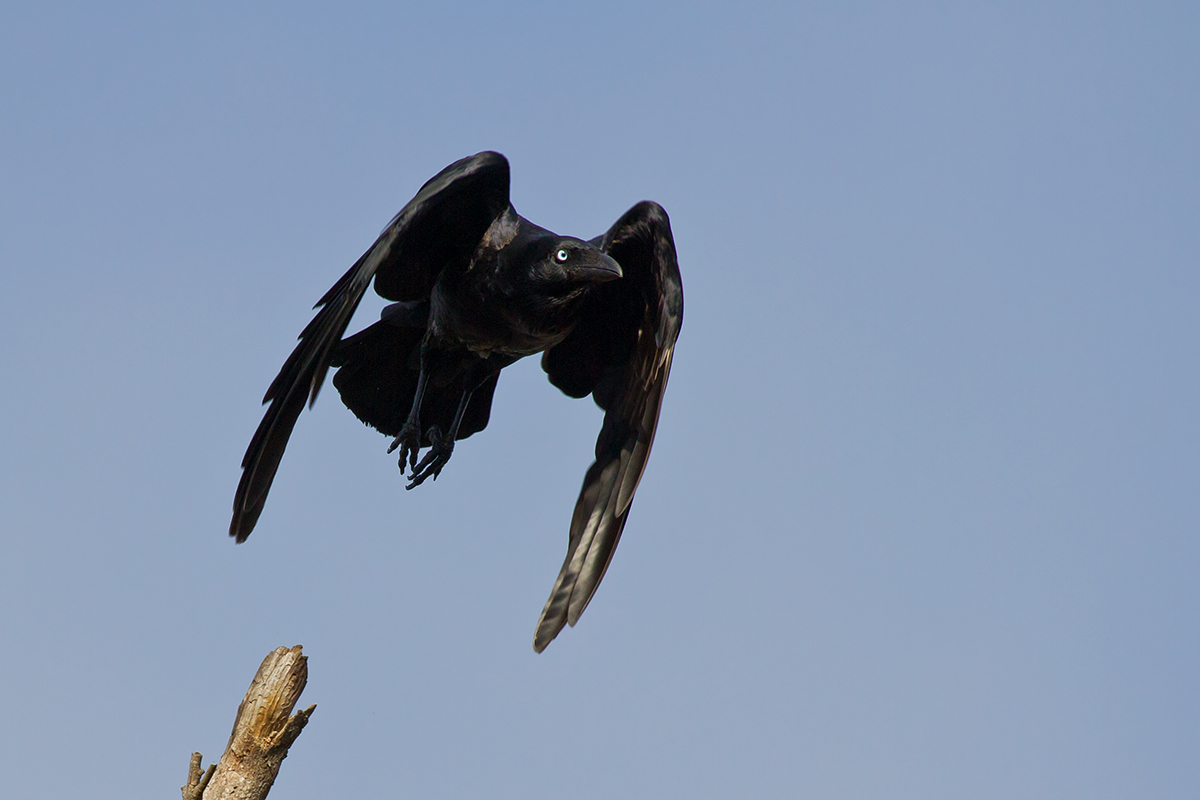
Auffliegende Neuhollandkrähe

Neuhollandkrähen sind an keine spezifische Brutzeit gebunden, Nester und Gelege finden sich in jedem Kalendermonat. Sie schreiten jedoch vor allem im Zeitraum von August bis November zur Brut. Das Nest wird gewöhnlich in hohen Baumkronen errichtet. Sie brüten aber auch auf Telefonmasten und ähnlichen menschengemachten Konstruktionen. Das Nest ist vergleichsweise groß und wird aus Ästen, Zweigen und Wurzeln gebaut. Die eigentliche Nistmulde wird mit Rinde, Gras und Fellresten oder Haaren ausgelegt. Beide Elternvögel sind am Bau des Nestes beteiligt. Der Nestbau dauert gewöhnlich zwei bis drei Wochen. Sie benutzen ältere Nester auch für das nächste Gelege, in dem Fall ist das Nest gewöhnlich innerhalb von fünf Tagen repariert. Gelege können zwischen einem und sechs Eier umfassen. Typisch ist jedoch eine Gelegegröße von vier oder fünf Eiern. Der Legeabstand beträgt ein bis zwei Tage. Es brütet alleine das Weibchen, das Männchen bringt in der Zeit Futter ans Nest. Das Brutzeit beträgt knapp 20 Tage. Das Weibchen hudert die Nestlinge während ihrer ersten zwei Lebenswochen. Auch während dieser Zeit bringt das Männchen Futter ans Nest. Ältere Nestlinge werden nur bei schlechtem Wetter vom Weibchen gehudert. Die Nestlingszeit beträgt knapp 44 Tage. Ältere Nestlinge, die bereits ausgeflogen sind, während jüngere Geschwister noch im Nest sitzen, kehren häufig zum Nest zurück, wenn diese gefüttert werden. Sie werden auch nach dem Verlassen des Nestes jedoch noch über Wochen von den Elternvögeln gefüttert. Etwa drei Monate nachdem sie das Nest verlassen haben, sind sie selbständig.

## Lebenserwartung
Die Mortalitätsrate ist am höchsten bei noch nicht geschlechtsreifen Vögeln. Von Neuhollandkrähen, die im Nest beringt wurden, überlebten knapp 65 Prozent nicht ihr erstes Lebensjahr. Sie sterben vor allem im australischen Winter, wenn sie ein Alter von fünf bis sechs Monaten erreicht haben. Sie haben sich zu dem Zeitpunkt von den Elternvögel gelöst und müssen selbständig ihren Nahrungsbedarf decken. Die Sterblichkeit älterer Neuhollandkrähen liegt per annum bei etwas über 50 Prozent, d. h. jede zweite ausgewachsene Neuhollandkrähe erlebt auch noch ihr nächstes Lebensjahr. Der bisher älteste Vogel, dessen Alter anhand von Beringungsdaten ermittelt werden konnte, erreichte ein Alter von 12 Jahren und fünf Monaten.

## Neuhollandkrähe und Mensch
Die Neuhollandkrähe stand lange unter dem Verdacht, dass sie junge Lämmer tötet. Dieser Verdacht, der auch darauf beruhte, dass sie sich gelegentlich in größerer Zahl in der Nähe von Koppeln einfinden, in denen Schafe lammen, konnte jedoch weitgehend zerstreut werden: Sie fressen tote Lämmer, Fehlgeburten, töten allerdings gelegentlich kranke oder stark geschwächte Lämmer. Sie sind aber auf Grund dieses Verdachts früher von Schaffarmern sehr stark bejagt worden. Es wird mittlerweile verstärkt der Nutzen der Neuhollandkrähen in der Beseitigung der Kadaver gesehen. Sie richten jedoch immer noch Schaden auf Farmen an, weil sie unter anderem Getreide fressen, das für die Schafe bereitgestellt wird. Sie brechen auch in die Laufställe mit Hühnern ein, um dort Eier zu fressen. Sie können außerdem in Obstplantagen Schäden anrichten.

## Trivia
Der zu den Laubenvögeln gehörenden Tropfenlaubenvogel und Fleckenlaubenvogel ahmen die Rufe mehrerer Vogelarten nach, die sie als Fressfeinde kennen. Dazu zählen auch der Ruf der Neuhollandkrähe.